# أولاد خليفة الشمالية (براشوة)
أولاد خليفة الشمالية هي إحدى مشيخات المملكة المغربية، تتبع جغرافيا لإقليم الخميسات وإداريًا لبراشوة. يقدر عدد سكانها بـ 4878 نسمة حسب الإحصاء الرسمي للسكان والسكنى لسنة 2004.